# Comitê Olímpico Afegão
Comitê Olímpico Nacional da República Islâmica do Afeganistão ( pashto : د افغانستان د اسلامي جمهوریت د المپیک ملي کمیټه , dari : کمیته ملی المپیک جمهوری اسلامی افغانستان , código do COI: AFG ), irreconhecivelmente conhecido como Direção Geral de Olimpíadas, Educação Física e Esportes ( pashto : د المپیک، فزیکي زده کړو او سپورت عمومي ریاست , Dari : ریاست عمومی المپیک, تربیت بدنی و ورزش ) durante o Taliban aquisição, anteriormente conhecido como Comitê Olímpico Nacional do Afeganistão ( Pashto : کمیته ملی المپیک افغانستان , Dari : کمیته ملی المپیک افغانستان ), é o Comitê Olímpico Nacional que representa o Afeganistão . O Comitê está atualmente no exílio e é presidido por Hafizullah Wali Rahimi , enquanto o Comité Olímpico Internacional (COI) não reconhece o Comitê do regime talibã desde 2021.
|                        | |
| País/Região            | República Islâmica do Afeganistão                                                                                           |
| Código                 | AFG |
| Criado                 | 1920 |
| Reconhecido            | 1936 |
| Associação Continental | OCA |
| Sede                   | Cabul , Afeganistão |
| Presidente             | Hafizullah Wali Rahimi (presidente, reconhecido pelo COI ) Ahmadullah Wasiq (presidente interino, não reconhecido pelo COI) |
| Secretário Geral       | Irshadulhaq Sadiqi |
| CEO                    | Pai Mohammad Paida Akhtari                                                                                                  |
| Site                   | www.olympic.af [ link morto ‍ ]                                                                                               |

## História
O comitê olímpico foi criado em 1920, mas foi reconhecido em 1936, a tempo da estreia olímpica do Afeganistão nos Jogos Olímpicos de Verão de 1936 em Berlim , Alemanha .
O comitê aconselha o movimento olímpico do Afeganistão e organiza a participação de atletas em esportes olímpicos para representar o Afeganistão nas Olimpíadas de Verão e nas Olimpíadas da Juventude de Verão , e também nos Jogos Asiáticos . Os presidentes do comitê são eleitos em Assembleias Gerais Extraordinárias (AGEs).
Hafizullah Wali Rahimi foi eleito presidente do comitê em 2018. Após a tomada do poder pelo Talibã em 2021 , Nazar Mohammad Mutmaeen foi nomeado em seu lugar. No entanto, a partir dos Jogos Asiáticos de 2022 (realizados em 2023) e dos Jogos Olímpicos de Verão de 2024 , o Conselho Olímpico da Ásia e o Comitê Olímpico Internacional continuam a reconhecer Rahimi como presidente.  Rahimi foi descrito pelo COI como um presidente no exílio. 
Em Maio de 2024, o governo Talibã, em violação da Carta Olímpica, fundiu o Comité Olímpico Nacional com a Direcção-Geral da Educação Física e Desporto para formar a Direcção-Geral das Olimpíadas, Educação Física e Desporto, actualmente chefiada por Ahmadullah Wasiq

## Lista de presidentes
editar
| Presidente                                         | Prazo         |
| -------------------------------------------------- | ------------- |
| Mohammad Anwar Jekdalek                            | 2005—2009     |
| Mohammad Zahir Aghbar                              | 2009—2014     |
| Fahim Hashim                                       | 2014—2015     |
| Mahmood Hanif (atuação)                            | 2015—2017     |
| Mohammad Zahir Aghbar                              | 2017—2018     |
| Hafizullah Wali Rahimi                             | 2018—2021     |
| Nazar Mohammad Mutmaeen (atuando, não reconhecido) | 2021–2023     |
| Ahmadullah Wasiq (atuando, não reconhecido)        | 2023–presente |

## Links externos
- Site oficial[1] [link morto]

1. 1 2  «Olympic New Site – Afghanistan NOC». www.olympic.af (em inglês). Consultado em 18 de janeiro de 2025